# Антті Касвіо
Антті Касвіо (фін. Antti Kasvio, 20 грудня 1973) — фінський плавець.
Призер Олімпійських Ігор 1992 року, учасник 1996 року.
Чемпіон світу з водних видів спорту 1994 року.
Чемпіон світу з плавання на короткій воді 1993 року.
Чемпіон Європи з водних видів спорту 1993 року, призер 1995 року.
Призер Чемпіонату Європи з плавання на короткій воді 1992 року.